# Juventus TV
A Juventus TV egy előfizetős tv-csatorna, amely a Juventus FC tulajdonában áll. Interjúkat sugároz a játékosokkal, edzőkkel és a technikai személyzettel is, valamint az összes bajnoki- kupamérkőzést közvetíti, bár nem élőben. A csatorna 2006. november 1-jén indult és 2007 decemberére közel 40 ezer előfizetője volt.
A 231 Show és a Filo Diretto (magyarul: Közvetlen  drót/Forródrót), két olyan műsor, melyben a szurkolók és a játékosok közötti párbeszédek, esetleg találkozások zajlanak. Ezek mellett a RAI archívuma segítségével régi mérkőzések is képernyőre kerülnek.
A csatorna előfizetési díja havi 8 €.
Székhelye Vinovóban, a Juventus edzőközpontjában található.